# نيت ألين
نيت ألين (بالإنجليزية: Nate Allen)‏ هو لاعب كرة قدم أمريكية أمريكي، ولد في 13 مايو 1948 في جورجتاون في الولايات المتحدة.

## وصلات خارجية
- نيت ألين على موقع مرجع كرة القدم المحترفة.كوم (الإنجليزية)